# Mazan-l'Abbaye
Mazan-l'Abbaye là một xã ở tỉnh Ardèche, vùng Auvergne-Rhône-Alpes ở đông nam nước Pháp.